# The Breeders
The Breeders – amerykański zespół rockowy, założony w 1988 r. początkowo jako projekt poboczny basistki Pixies, Kim Deal. Współzałożycielką zespołu była Tanya Donelly, gitarzystka Throwing Muses. Styl grupy to energetyczny i melodyjny indie rock. Ostatni znany skład The Breeders: Kim Deal, Kelley Deal – siostra bliźniaczka Kim, Josephine Wiggs oraz Jim MacPherson. Najbardziej znane utwory: Cannonball oraz Divine Hammer.

## Dyskografia
Albumy:
- Pod (1990)
- Last Splash (1993)
- Live In Stockholm (1994)
- Title TK (2002)
- Mountain Battles (2008)
- All Nerve (2018)

EP-ki:
- Safari (1992)
- Head To Toe (1994)